# Richard Ashworth
Richard James Ashworth (* 17. září 1947, Folkestone) je bývalý poslanec Evropského parlamentu za region jihovýchodní Anglie za Konzervativní stranu. Je ženatý a má tři dcery. Vystudoval The King's School v Canterbury a zemědělství a management na Seale-Haynově univerzitě v Devonu.

## Kariéra
Po řadu let působil jako ředitel vyšší odborné školy pro další vzdělávání, stejně jako v několika veřejných institucích ve vzdělávacím sektoru. Jeho zájmy zahrnují hudbu, divadlo, sport a letectví. Byl mluvčí konzervativců pro rozpočet v Evropském parlamentu.
V roce 1997 byl kandidát do parlamentu za Severní Devon a ve volbách do Evropského parlamentu v roce 1999 za region jihovýchod.
Před volbami v roce 2004 byl zemědělec ve Východním Sussexu po celých třicet let. Během té doby pracoval na svém vlastním zemědělském podniku. Také jednal jako předseda United Milk Plc and of NFU Corporate.
Byl členem dozorčí komise Ministerstva zemědělství pro potravní řetězce. Byl zvolen zástupcem lídra Konzervativní delegace v Evropském parlamentu v listopadu 2008.